# Championnats de France de triathlon 2014
Navigation
Édition précédente Édition suivante
Les championnats de France de triathlon 2014  se sont déroulés à Nice, le dimanche 28 septembre 2014.
Le support était le Grand Prix de triathlon de la F.F.TRI, une compétition internationale sur distance S (sprint), finale du championnat de France des clubs de 1er division. La compétition est spécifiquement dédiée à la recherche sur le cancer.

## Palmarès

### Homme
|        | Triathlète        | Temps       |
| ------ | ----------------- | ----------- |
| Or     | Pierre Le Corre   | 53 min 00 s |
| Argent | David Hauss       | 53 min 11 s |
| Bronze | Vincent Luis      | 53 min 25 s |
| 4      | Étienne Diemunsch | 53 min 54 s |
| 5      | Aurélien Raphaël  | 54 min 05 s |
| 6      | Tony Moulai       | 54 min 19 s |

### Femme
|        | Triathlète               | Temps           |
| ------ | ------------------------ | --------------- |
| Or     | Cassandre Beaugrand      | 1 h 00 min 31 s |
| Argent | Alexandra Cassan-Ferrier | 1 h 00 min 40 s |
| Bronze | Anne Tabarant            | 1 h 01 min 02 s |
| 4      | Charlotte Morel          | 1 h 01 min 14 s |
| 5      | Jessica Harrison         | 1 h 01 min 29 s |
| 6      | Sandra Dodet             | 1 h 01 min 35 s |
| 7      | Margot Barabedian        | 1 h 01 min 42 s |

## Note et référence
1. ↑  « Grand Prix FFtri », sur www.triathlon-hebdo.com (consulté le 30 septembre 2014).